# 黒の過程
『黒の過程』（くろのかてい、L'Œuvre au noir）は、1968年に発表されたマルグリット・ユルスナールによる歴史小説。
錬金術師ゼノンの生涯を描く。ブリュージュの商家に庶子として生まれたゼノンは、錬金術に加え医師、技師、占星術師として世界各地を放浪する。やがて正体を隠したまま故郷ブリュージュに戻り僧院で職を得るが、異端審問で身の危険を感じながらも錬金術師としての活動を開始する。
ユルスナールは本作で同年度フェミナ賞を受賞した。

## 映画化
- 『黒の過程 L'OEuvre Au Noir』フランス・ベルギー合作、1988年製作（日本公開は1991年2月）

アンドレ・デルヴォー監督、主演はジャン・マリア・ヴォロンテ